# Драфт НБА 1985
Драфт НБА 1985 року відбувся 18 червня в Нью-Йорку. Він став першим драфтом НБА, на якому застосовано "драфтову лотерею".  23 команди впродовж семи раундів вибрали 162 гравці. Нью-Йорк Нікс здобули право першого вибору, вигравши першу в історії НБА драфтову лотерею, яка відбулась у травні того року. Нікс використали це право, щоб вибрати Патріка Юінга.

## Драфт

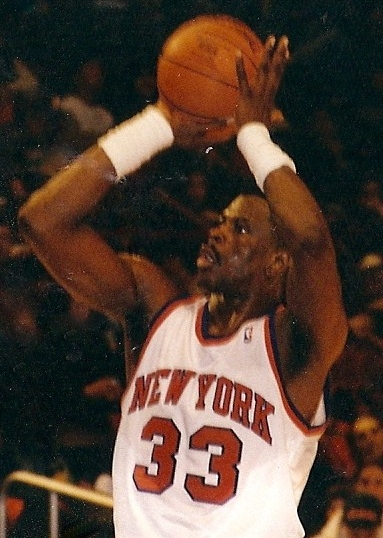
Патрік Юінг, 1-й вибір

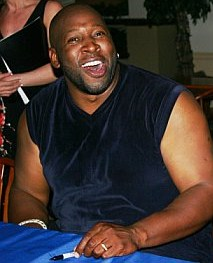
Веймен Тісдейл, 2-й вибір

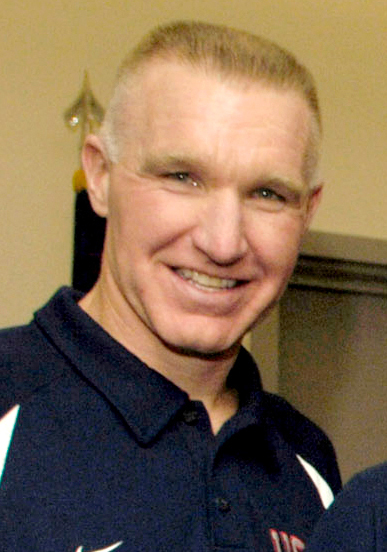
Кріс Маллін, 7-й вибір

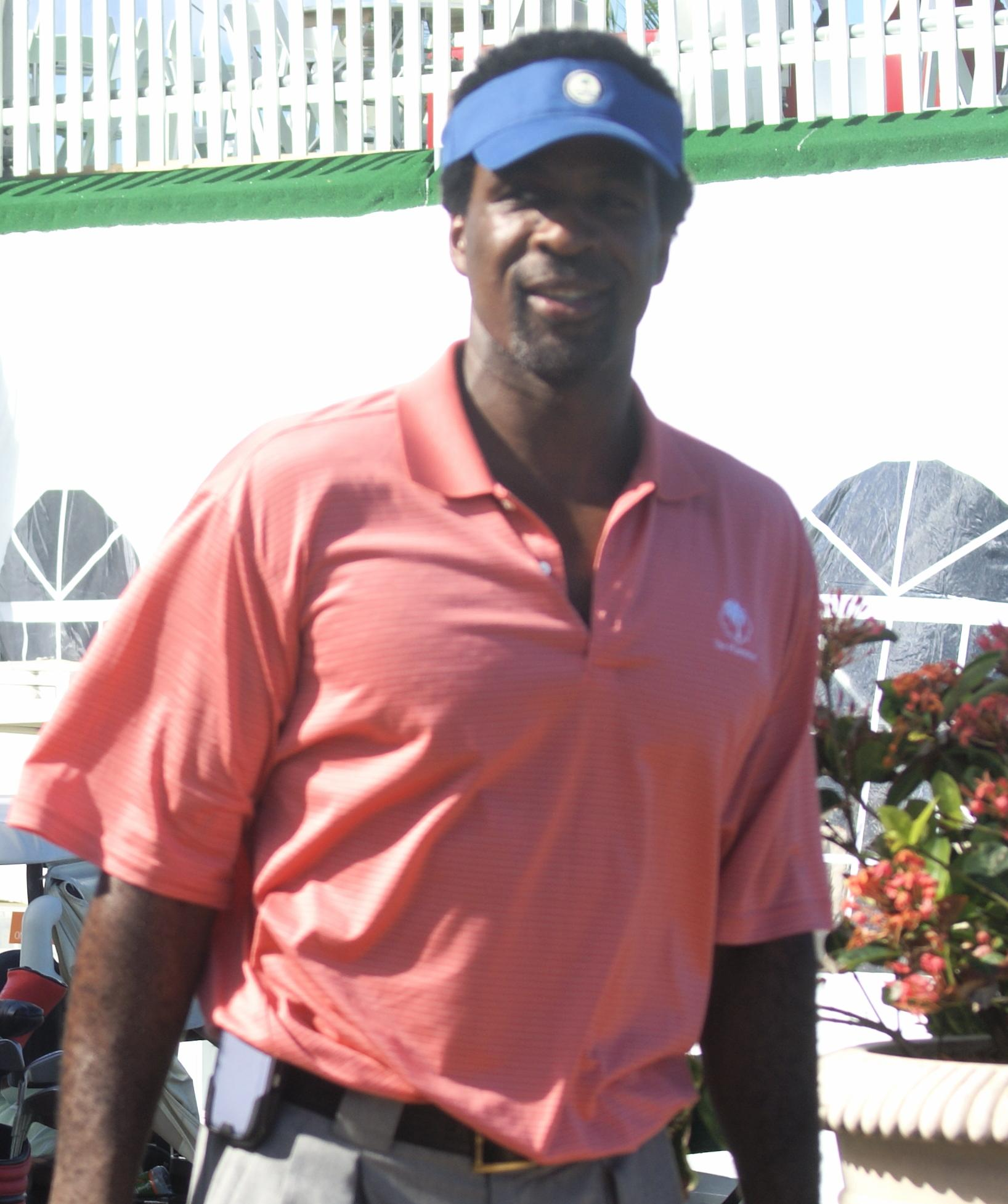
Чарльз Оуклі, 9-й вибір

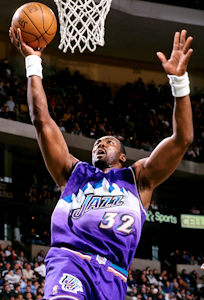
Карл Мелоун, 13-й вибір

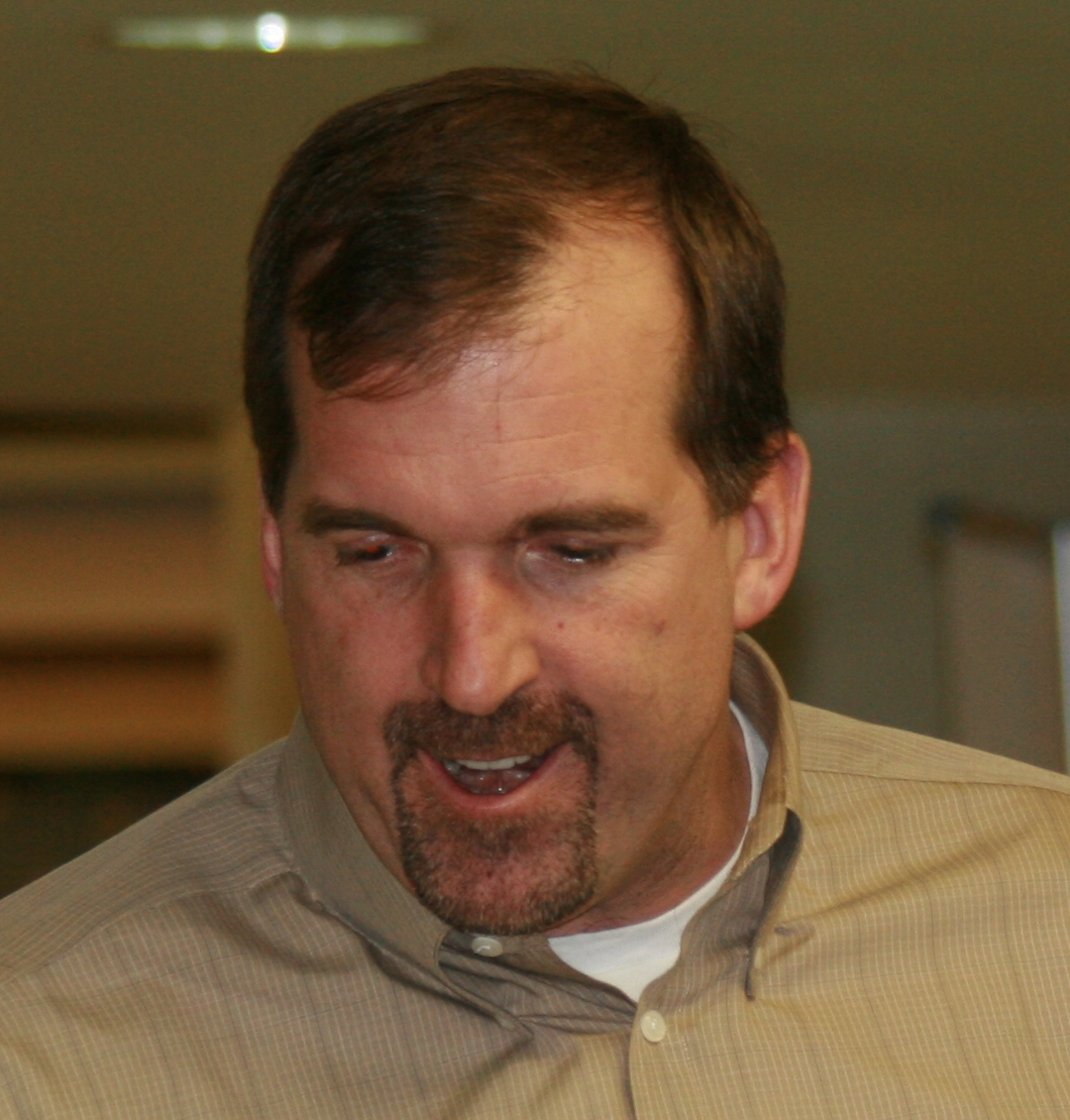
Білл Веннінгтон, 16-й вибір

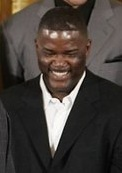
Джо Думарс, 18-й вибір

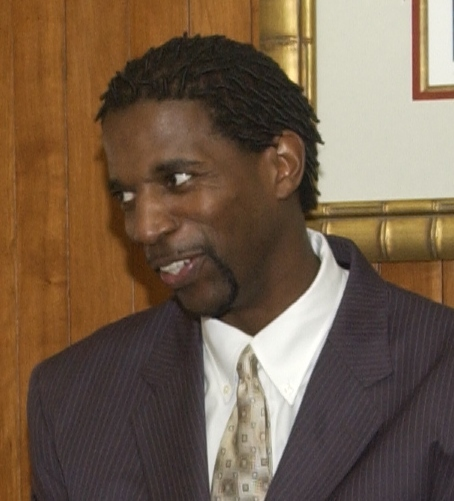
Ей Сі Грін, 23-й вибір

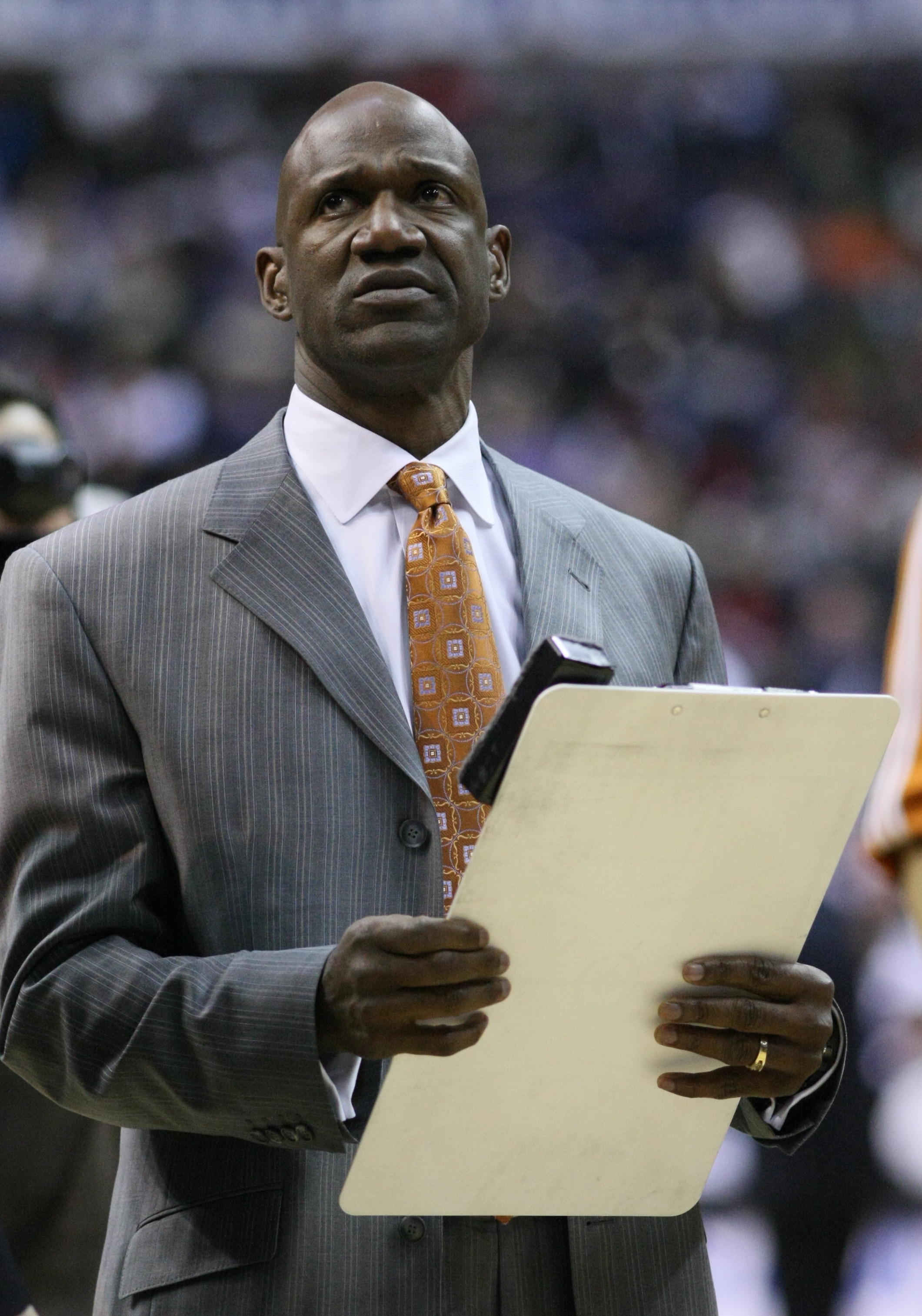
Террі Портер, 24-й вибір

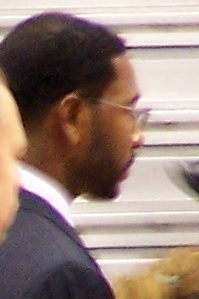
Сем Мітчелл, 54-й вибір

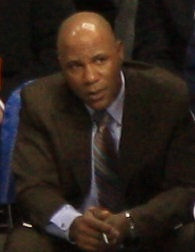
Маріо Ілі, 160-й вибір

| РЗ | Розігруючий захисник | АЗ | Атакувальний захисник | ЛФ | Легкий форвард | ВФ | Важкий форвард | C | Центровий |

| ^ | Позначає гравців, обраних у Баскетбольну залу слави Нейсміта                                                        |
| * | Позначає гравців, які взяли участь принаймні в одній грі матчу всіх зірок НБА і потрапили до Збірної всіх зірок НБА |
| + | Позначає гравців, які взяли участь принаймні в одній грі матчу всіх зірок НБА                                       |
| x | Позначає гравців, які принаймні один раз потрапили до Збірної всіх зірок НБА                                        |
| # | Позначає гравців, які жодного разу не грали в регулярному сезоні НБА або плей-оф                                    |

| Раунд | Вибір | Гравець            | Поз.  | Громадянство | Команда НБА                                       | Коледж/Клуб                   |
| ----- | ----- | ------------------ | ----- | ------------ | ------------------------------------------------- | ----------------------------- |
| 1     | 1     | Патрік Юінг^       | C     | Ямайка · США | Нью-Йорк Нікс                                     | Джорджтаун (Ср.)              |
| 1     | 2     | Веймен Тісдейл     | PF    | США          | Індіана Пейсерз                                   | Оклахома (Дж.)                |
| 1     | 3     | Бенойт Бенджамін   | C     | США          | Лос-Анджелес Кліпперс                             | Крейгтон (Дж.)                |
| 1     | 4     | Ксав'єр Макденіел+ | PF    | США          | Сіетл Суперсонікс                                 | Вічита Стейт (Ср.)            |
| 1     | 5     | Джон Кончак        | C     | США          | Атланта Гокс                                      | СМУ (Ср.)                     |
| 1     | 6     | Джо Клайне         | C     | США          | Сакраменто Кінґс                                  | Арканзас (Ср.)                |
| 1     | 7     | Кріс Маллін^       | SF    | США          | Голден-Стейт Ворріорс                             | Сент Джонс (Ср.)              |
| 1     | 8     | Детлеф Шремпф*     | SF/PF | ФРН          | Даллас Маверікс (від Клівленд)                    | Вашингтон (Ср.)               |
| 1     | 9     | Чарльз Оуклі+      | PF    | США          | Клівленд Кавальєрс *                              | Virginia Union (Ср.)          |
| 1     | 10    | Ед Пінкні          | PF    | США          | Фінікс Санз                                       | Вілланова (Ср.)               |
| 1     | 11    | Кіт Лі             | C     | США          | Чикаго Буллз                                      | Мемфіс Стейт (Ср.)            |
| 1     | 12    | Кенні Грін         | F     | США          | Вашингтон Буллетс                                 | Вейк Форест (Дж.)             |
| 1     | 13    | Карл Мелоун^       | PF    | США          | Юта Джаз                                          | Луїзіана Тек (Дж.)            |
| 1     | 14    | Алфредрік Г'юз     | SG    | США          | Сан-Антоніо Сперс                                 | Лойола (Ср.)                  |
| 1     | 15    | Блер Расмуссен     | C     | США          | Денвер Наггетс (від Портленд)                     | Орегон (Ср.)                  |
| 1     | 16    | Білл Веннінгтон    | C     | Канада       | Даллас Маверікс (від Нью-Джерсі)                  | Сент Джонс (Ср.)              |
| 1     | 17    | Уве Блаб           | C     | ФРН          | Даллас Маверікс                                   | Індіана (Ср.)                 |
| 1     | 18    | Джо Думарс^        | SG    | США          | Детройт Пістонс                                   | Макніз Стейт (Ср.)            |
| 1     | 19    | Стів Гарріс        | SG    | США          | Х'юстон Рокетс                                    | Талса (Ср.)                   |
| 1     | 20    | Сем Вінсент        | SG    | США          | Бостон Селтікс (від Денвер через Даллас)          | Мічиган Стейт (Ср.)           |
| 1     | 21    | Террі Катледж      | PF    | США          | Філадельфія Севенті-Сіксерс                       | Південна Алабама (Ср.)        |
| 1     | 22    | Джеррі Рейнолдс    | G/F   | США          | Мілвокі Бакс                                      | ЛСЮ (Дж.)                     |
| 1     | 23    | Ей Сі Грін+        | SF/PF | США          | Лос-Анджелес Лейкерс                              | Орегон Стейт (Ср.)            |
| 1     | 24    | Террі Портер+      | PG    | США          | Портленд Трейл-Блейзерс (від Бостон через Даллас) | Вісконсин-Стівенс Пойнт (Ср.) |
| 2     | 25    | Майк Смрек         | C     | Канада       | Портленд Трейл-Блейзерс                           | Канісіус (Ср.)                |
| 2     | 26    | Білл Мартін        | F     | США          | Індіана Пейсерз                                   | Джорджтаун (Ср.)              |
| 2     | 27    | Двейн Макклейн     | SG    | США          | Індіана Пейсерз                                   | Вілланова (Ср.)               |
| 2     | 28    | Кен Джонсон        | F     | США          | Чикаго Буллз                                      | Мічиган Стейт (Ср.)           |
| 2     | 29    | Майк Бріттен       | C     | США          | Сан-Антоніо Сперс                                 | Південна Кароліна (Ср.)       |
| 2     | 30    | Калвін Данкан#     | G     | США          | Клівленд Кавальєрс                                | УСВ (Ср.)                     |
| 2     | 31    | Манут Боул         | C     | Судан        | Вашингтон Буллетс                                 | Бриджпорт (Фр.)               |
| 2     | 32    | Нік Ванос          | C     | США          | Фінікс Санз                                       | Санта-Клара (Ср.)             |
| 2     | 33    | Грег Стоукс        | F/C   | США          | Філадельфія Севенті-Сіксерс                       | Айова (Ср.)                   |
| 2     | 34    | Обрі Шеррод#       | SG    | США          | Чикаго Буллз                                      | Вічита Стейт (Ср.)            |
| 2     | 35    | Тайрон Корбін      | SF/PF | США          | Сан-Антоніо Сперс                                 | Де Пол (Ср.)                  |
| 2     | 36    | Івон Джозеф        | C     | Гаїті        | Нью-Дже́рсі Нетс                                   | Джорджия Тек (Ср.)            |
| 2     | 37    | Кері Скеррі        | F     | США          | Юта Джаз                                          | ЛАЮ Бруклін (Ср.)             |
| 2     | 38    | Фернандо Мартін    | PF    | Іспанія      | Нью-Дже́рсі Нетс                                   | Реал Мадрид (Іспанія)         |
| 2     | 39    | Джордж Монтгомері# | F     | США          | Портленд Трейл-Блейзерс                           | Іллінойс (Ср.)                |
| 2     | 40    | Марк Ейкерс        | F/C   | США          | Даллас Маверікс                                   | Орал Робертс (Ср.)            |
| 2     | 41    | Лорензо Чарльз     | PF    | США          | Атланта Гокс                                      | НК Стейт (Ср.)                |
| 2     | 42    | Боббі Лі Герт#     | C/F   | США          | Голден-Стейт Ворріорс                             | Алабама (Ср.)                 |
| 2     | 43    | Баррі Стівенс      | G/F   | США          | Денвер Наггетс                                    | Айова Стейт (Ср.)             |
| 2     | 44    | Войс Вінтерс       | АЗ    | США          | Філадельфія Севенті-Сіксерс                       | Бредлі (Ср.)                  |
| 2     | 45    | Джон Вільямс       | PF    | США          | Клівленд Кавальєрс                                | Талені (Ср.)                  |
| 2     | 46    | Едріен Бранч       | SF    | США          | Чикаго Буллз (від ЛА Лейкерс)                     | Меріленд (Ср.)                |
| 2     | 47    | Джеральд Вілкінс   | SG    | США          | Нью-Йорк Нікс (від Бостон)                        | Чаттануга (Ср.)               |

* компенсація за права вибору, які обміняв Теда Степ'єна

### Помітні гравці, вибрані після другого раунду
Цих гравців на драфті НБА 1985 вибрали після другого раунду, але вони зіграли в НБА принаймні одну гру.
| Раунд | Вибір | Гравець          | Поз.  | Громадянство  | Команда НБА                                                                | Коледж/Клуб                  |
| ----- | ----- | ---------------- | ----- | ------------- | -------------------------------------------------------------------------- | ---------------------------- |
| 3     | 49    | Бред Райт        | PF    | США           | Голден-Стейт Ворріорс                                                      | УКЛА (Ср.)                   |
| 3     | 54    | Сем Мітчелл      | SF/PF | США           | Х'юстон Рокетс (від Сан-Антоніо через Атланту)***                          | Мерсер (Ср.)                 |
| 3     | 59    | Седрік Тоні      | PG    | США           | Атланта Гокс*                                                              | Дейтон (Ср.)                 |
| 3     | 61    | Перрі Янг        | SG    | США           | Портленд Трейл-Блейзерс                                                    | Вірджинія Тек (Ср.)          |
| 3     | 63    | Гарольд Кілінг   | SG    | США           | Даллас Маверікс                                                            | Санта-Клара (Ср.)            |
| 3     | 66    | Майкл Адамс+     | PG    | США           | Канзас-Сіті Кінґс (від Денвер)                                             | Бостонський коледж (Ср.)     |
| 3     | 69    | Майк Браун       | C     | США           | Чикаго Буллз**                                                             | Джордж Вашингтон (Ср.)       |
| 4     | 73    | Фред Кофілд      | PG    | США           | Нью-Йорк Нікс                                                              | Істерн Мічиган (Ср.)         |
| 4     | 75    | Алекс Стіврінс   | F     | США           | Сіетл Суперсонікс                                                          | Колорадо (Ср.)               |
| 4     | 77    | Арвідас Сабоніс^ | C     | СРСР ( Литва) | Атланта Гокс (вибір анульовано, оскільки Сабонісу тоді ще не було 21 року) | Жальгіріс (СРСР)             |
| 4     | 79    | Марк Девіс       | SF    | США           | Клівленд Кавальєрс                                                         | Олд Домініон (Ср.)           |
| 4     | 82    | Скотт Рот        | SF    | США           | Сан-Антоніо Сперс                                                          | Вісконсин (Ср.)              |
| 4     | 83    | Делейні Радд     | G     | США           | Юта Джаз                                                                   | Вейк Форест (Ср.)            |
| 4     | 84    | Джон Баттл       | SG    | США           | Атланта Гокс (від Нью-Джерсі)                                              | Ратгерс (Ср.)                |
| 4     | 87    | Спад Вебб        | PG    | США           | Детройт Пістонс                                                            | НК Стейт (Ср.)               |
| 4     | 89    | Піт Вільямс      | PF    | США           | Денвер Наггетс                                                             | Аризона (Ср.)                |
| 4     | 90    | Деррік Гервін    | PF    | США           | Філадельфія Севенті-Сіксерс                                                | УТСА (Дж.)                   |
| 4     | 91    | Козелл Макквін   | PF    | США           | Мілвокі Бакс                                                               | НК Стейт (Ср.)               |
| 4     | 92    | Декстер Шоус     | PG    | США           | Лос-Анджелес Лейкерс                                                       | Південна Алабама (Ср.)       |
| 6     | 139   | Ральф Льюїс      | SG    | США           | Бостон Селтікс                                                             | Ла Саль (Ср.)                |
| 7     | 144   | Майк Фелпс       | SG    | США           | Сіетл Суперсонікс                                                          | Елкорн Стейт (Ср.)           |
| 7     | 148   | Георгій Глушков  | PF    | Болгарія      | Фінікс Санз                                                                | Akademik Varna (Болгарія)    |
| 7     | 160   | Маріо Ілі        | SF/SG | США           | Мілвокі Бакс                                                               | American International (Ср.) |

1. ↑  Громадянство означає національну збірну гравця, або яку країну він представляє. Якщо гравець не грав на міжнародному рівні, тоді цей пункт означає за збірну якої країни він може грати за правилами FIBA.

* Компенсація за те, що Юта Джаз підписала Біллі Полца

** Коипенсація за те, що Лос-Анджелес Лейкерс підписали Ларрі Спріггса

*** Компенсація за те, що Атланта Гокс підписали Біллі Полца